# Penmarc'h
Penmarc'h (ook: Penmarch) is een gemeente in het Franse departement Finistère (regio Bretagne). De plaats maakt deel uit van het arrondissement Quimper en het kanton Guilvinec. Penmarc'h telde op 1 januari 2022 5.320 inwoners.

## Geografie

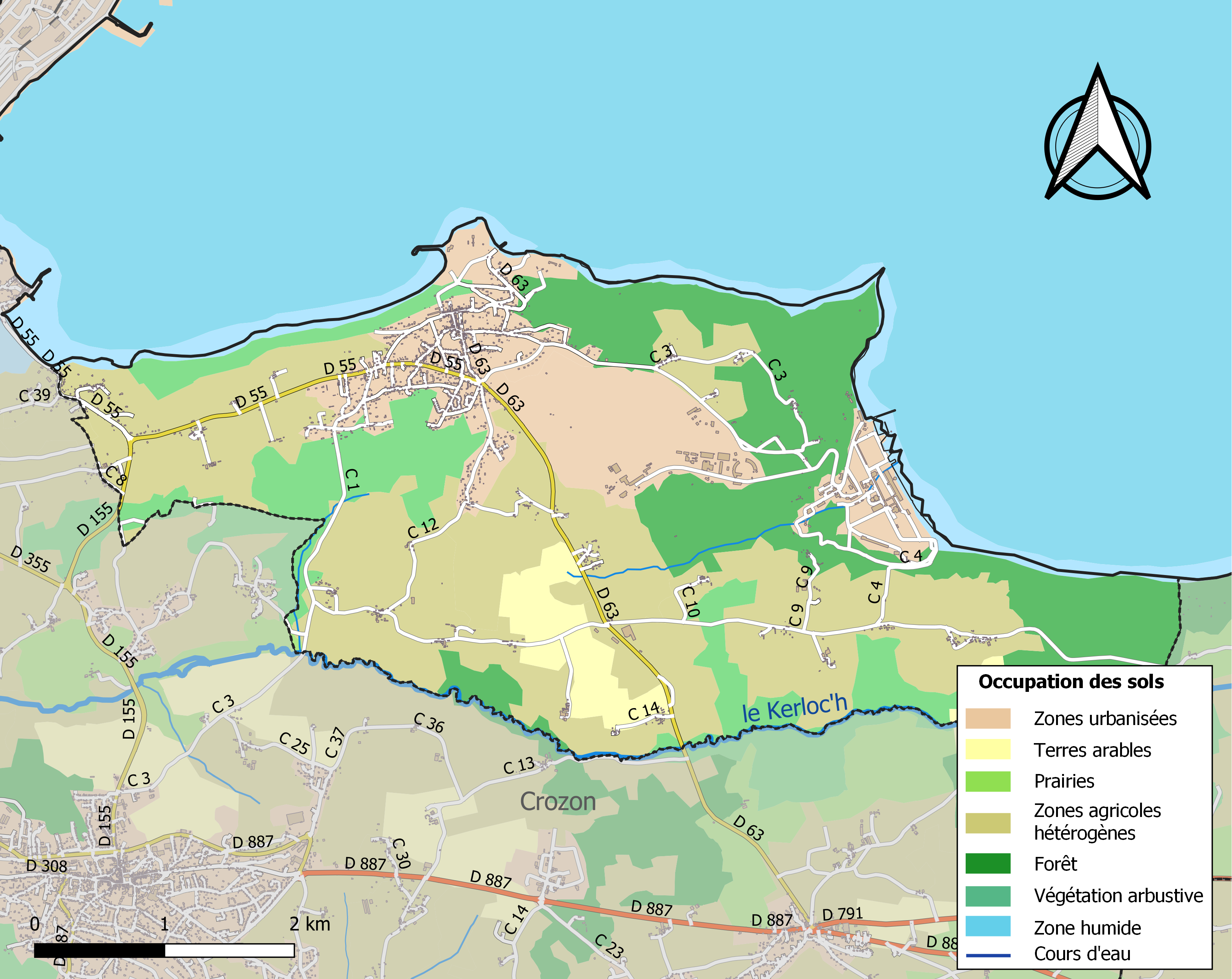
Kaart van de gemeente met belangrijkste infrastructuur, bodemgebruik en omliggende gemeenten

Penmarc'h, ligt aan de zuidkant van de baai van Audierne; het is de meest westelijke gemeente van het Pays Bigouden en de gemeente met het grootste aantal inwoners van het kanton Guilvinec. De oppervlakte van Penmarc'h bedroeg op 1 januari 2022 16,39 vierkante kilometer; de bevolkingsdichtheid was toen 324,6 inwoners per km².
De gemeente ligt laag aan zee en is erg vlak. Men vindt er meerdere brakke vennen en moerassen, waarvan er een aantal drooggelegd zijn, met name bij Saint-Guénolé, om zo plaats te maken voor bebouwing.
De gemeente omvat een groot aantal gehuchten en vier dorpskernen, waarvan er drie aan de kust liggen.
- Penmarc'h-centrum in het binnenland. Dit had vroeger de naam Tréoultré.
- Saint-Guénolé, de voornaamste vissershaven van de gemeente.
- Kérity, de secundaire haven, die zich tegenwoordig heeft ontwikkeld tot jachthaven.
- Saint-Pierre, een haventje voor alleen maar kleine bootjes.

De haven van Saint-Guénolé waarvan de invaart pal westwaarts gericht is, staat bekend als gevaarlijk bij slecht weer, maar wordt beschermd door twee granieten schiereilanden: Krugen aan de zuidkant en Conq aan de noordkant. Krugen is met het vasteland verbonden door een zandbank en Conq door een kunstmatige dijk, die zelf weer beschermd wordt door betonblokken, die de branding breken.
Voor de kust van Penmarc'h liggen een groot aantal eilandjes of klippen van verschillende afmetingen. De belangrijkste zijn Les Etocs aan de zuidkant van Kérity en het eiland Saint-Nonna ten westen van Saint-Pierre.
De granieten rotskust, bij Saint Guénolé bijgenaamd "côte sauvage" (ruige kust) wordt door meerdere strandjes onderbroken:
- In het noorden het strand van Pors-Carn dat doorloopt tot aan de pointe de la Torche (gemeente Plomeur).
- In het westen het strand van het gehucht La Joie;
- In het zuiden, het lange strand van Le Steir (of Le Stêr) dat begint in Kérity en zich uitstrekt tot Guilvinec.

Bij aankomst in Penmarc'h is de kaalheid van het landschap een verrassing. En inderdaad, vanwege het vlakke terrein en de straffe winden die het hele jaar waaien, is de begroeiing laag gebleven en de spaarzame bomen die erin slagen enige hoogte te bereiken, nemen de vlagvorm aan, totdat ze op zekere dag door een storm geveld worden. In Penmarc'h staan meerdere vuurtorens, waarvan de bekendste de Vuurtoren van Eckmühl is. Deze is te bezichtigen, evenals de oude vuurtoren, waarin een klein museum is gevestigd.

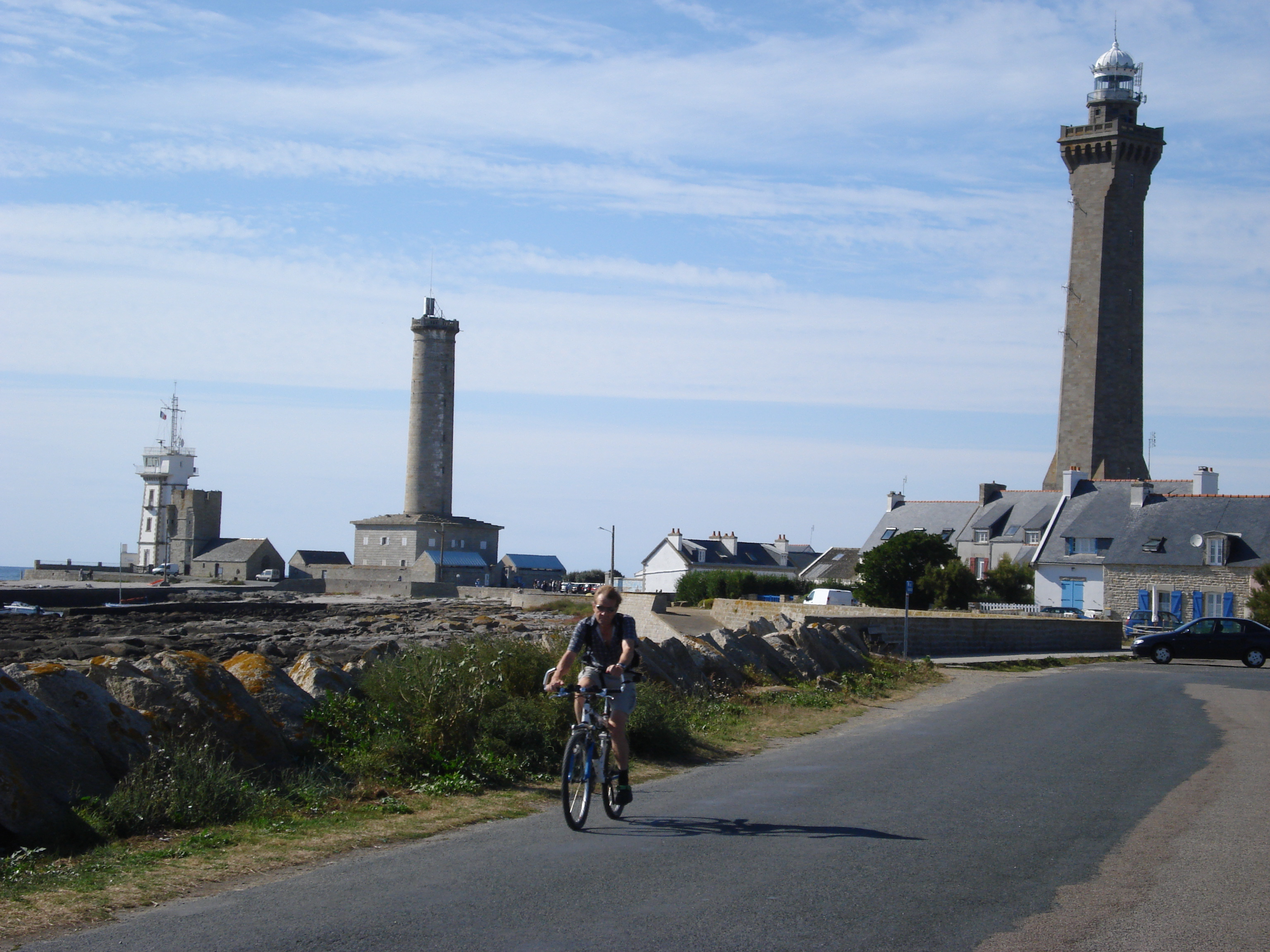
Vuurtorens Pointe de Penmarc'h
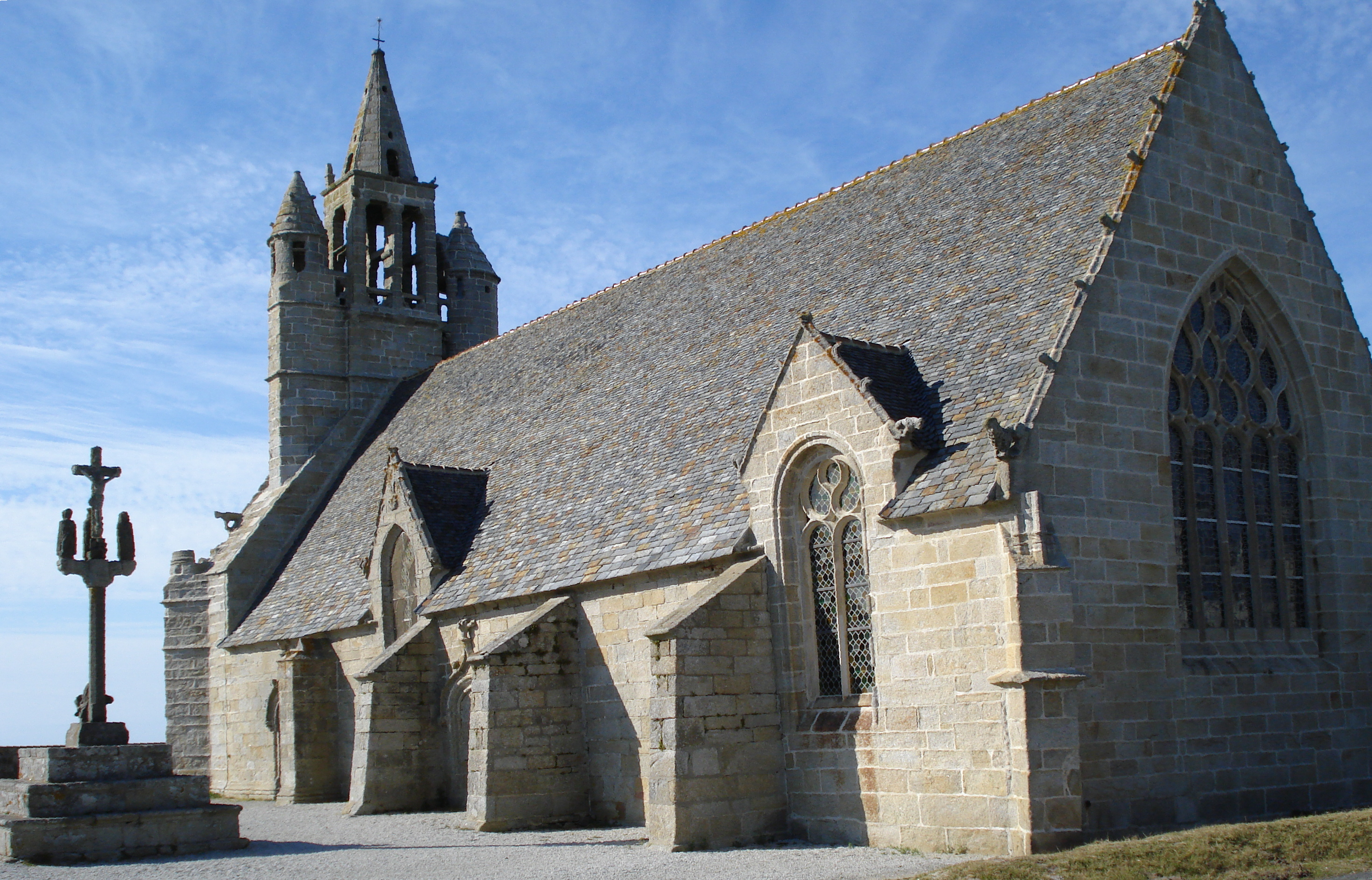
Kapel Notre-Dame-de-la-Joie
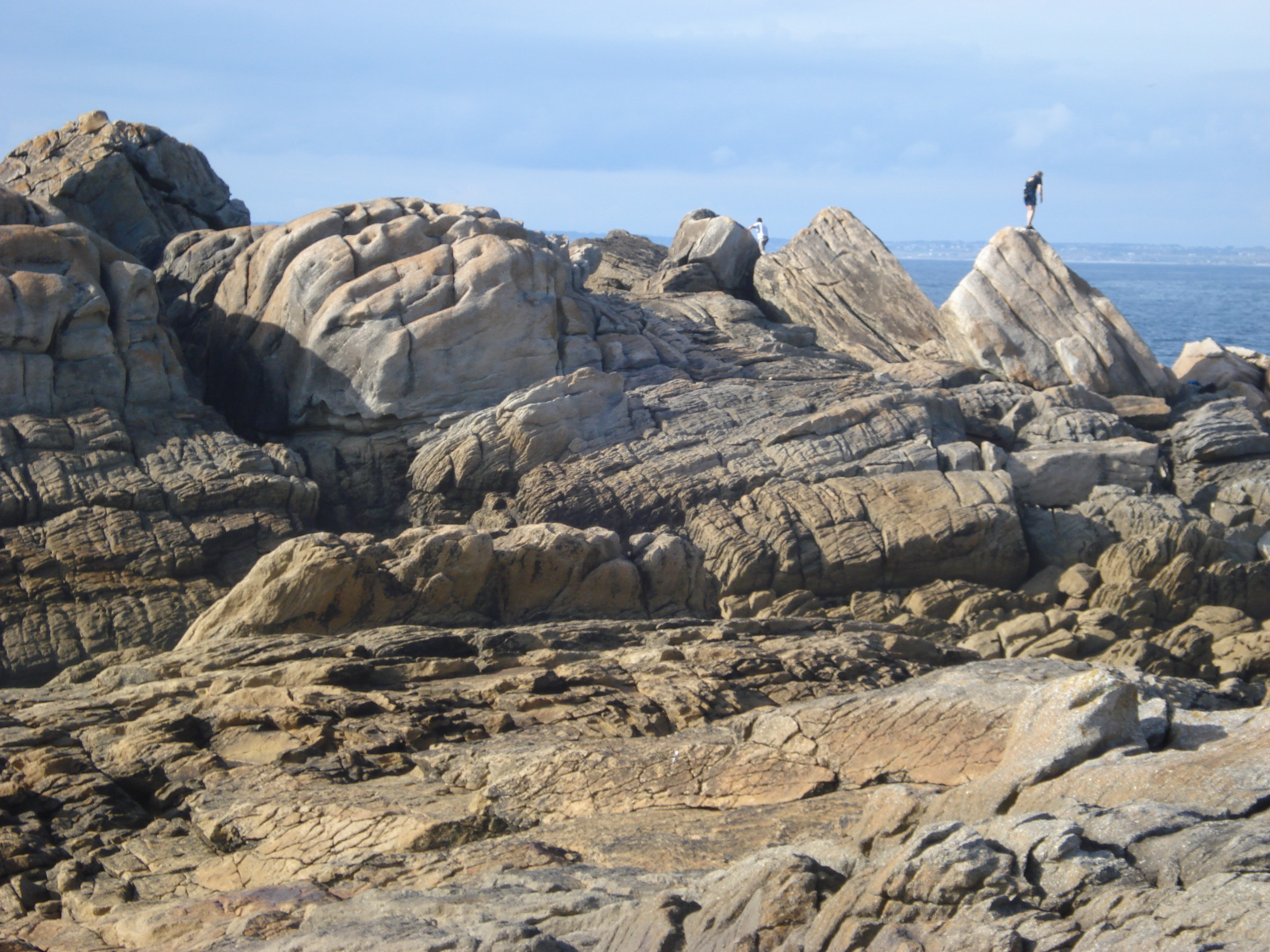
Rotsen St.Guénolé

## Demografie
Onderstaande figuur toont het verloop van het inwonertal (bron: INSEE-tellingen).

## Bron
- Dit artikel of een eerdere versie ervan is een (gedeeltelijke) vertaling van het artikel Penmarc'h op de Franstalige Wikipedia, dat onder de licentie Creative Commons Naamsvermelding/Gelijk delen valt. Zie de bewerkingsgeschiedenis aldaar.